# A Night at Salle Pleyel
A Night at Salle Pleyel è il secondo album dal vivo della cantautrice norvegese Susanne Sundfør, pubblicato il 14 novembre 2011. Si tratta di un album totalmente strumentale e proprio per questo è considerato dalla stessa autrice più un progetto parallelo che parte della sua produzione principale.

## L'album
A Night at Salle Pleyel è una suite strumentale divisa in sei movimenti e suonata con sintetizzatori Waldorf Blofeld. Si tratta di un lavoro commissionato dalla direzione artistica dell'Oslo Jazz Festival in occasione del venticinquesimo anniversario dello stesso. Come si intuisce dal titolo, Susanne Sundfør ha trovato l'ispirazione ubriacandosi con del vino nella propria camera d'albergo, dopo aver assistito a dei concerti sinfonici con musiche di Bach, Rachmaniov e Stravinskij nella sala parigina Salle Pleyel.
A proposito della composizione, Sundfør ha dichiarato:
La suite rientra infatti nella musica colta contemporanea, in particolare in quella elettroacustica, presentando anche elementi jazz e ambient.
Il 18 agosto 2011 la suite è stata suonata da Susanne e da un team di tastieristi scelti da lei al Sentrum Scene di Oslo. La EMI Music ha registrato l'audio dell'evento e lo ha pubblicato sotto forma di LP in tiratura limitata di seicento copie il 14 novembre 2011. L'etichetta discografica lo ha in seguito messo in vendita anche in versione digitale.

## Tracce
Musiche di Susanne Sundfør.
1. Movement 1 – 8:53
2. Movement 2 – 7:24
3. Movement 3 – 3:58
4. Movement 4 – 13:30
5. Movement 5 – 3:37
6. Movement 6 – 9:40

## Formazione
- Susanne Sundfør: composizione, sintetizzatore Waldorf Blofeld, Korg KP-3 Kaosspad, produzione
- Ådne Meisfjord: sintetizzatore Waldorf Blofeld, Electro-Harmonix Memory Man, Electro-Harmonix POG, Electro-Harmonix Frequency Analyser, Electro-Harmonix Holy Grail, Roland RE-20 Space Echo, Robotalk Random Arpeggiator
- Morten Qvenild: sintetizzatore Waldorf Blofeld, Moog Voyager Filter Section, Roland RE-20 Space Echo, Ibanez Tube Screamer Keeley Mod, Zvex Tremorama, Zvex Fuzzfactory, Moogerfooger Analog Delay, Oto Machines Biscuit, Mackie 802-VLZ3 Line Mixer
- Øystein Moen: sintetizzatore Waldorf Blofeld, Elektron Octatrack, Ableton Live, Motu Express 128, Akai LPK25, Akai MPK25, Boss Spaceecho, Roland RE-20 Space Echo
- Christian Wallumrød: sintetizzatore Waldorf Blofeld, Electro-Harmonix Micro Synthesizer, Moogerfooger LFO
- Thomas Hukkelberg: produzione, registrazione
- Bob Katz: Mastering
- Jørgen Træen: Missaggio
- Magnus Voll Mathiassen (MVM): artwork e design